# Siamska mačka
Siamska mačka je kratkodlaka pasma domačih mačk, različnih barv, ima temnejšo obrazno masko, temna znamenja na uhljih, tacah in repu.
Siamska mačka izvira s Tajske, država se je namreč imenovala Siam. So temperamentne po karakterju in se rade igrajo.